# Mosborough
Mosborough è un paese di 16.300 abitanti della contea del South Yorkshire, in Inghilterra. Si trova all'interno dell'area urbana di Sheffield.